# قائمة نظريات المؤامرة
قائمة نظريات المؤامرة هناك العديد من نظريات المؤامرة غير المثبتة وبدرجات متفاوتة في الانتشار والشعبية بين العامة. ونطاقها يشمل مجالات مختلفة مثل مخططات حكومية سرية ومؤامرات قتل مُدبّرة، وإخفاء أسرار تقنية والعديد من المخططات الأخرى التي تفسّر الأحداث التاريخية ولا تُعتبر إجمالاً مماثلة للنظريات المُثبتة مثل مؤامرة النازية لإحتلال بولندا خلال الحرب العالمية الثانية.

## نظام عالمي جديد

الوجه الخلفي لختم الولايات المتحدة العظيم (1776). تظهر العبارة اللاتينية "novus ordo seclorum" على الوجه الخلفي للختم منذ عام 1782 وعلى خلف الورقة النقدية من فئة واحد دولار منذ عام 1935، تترجم لعبارة "نظام العصور الجديدة" " وهو إشارة لبداية حقبة جديدة حيث الولايات المتحدة الأمريكية هي أمة مستقلة؛ يزعم أصحاب نظريات المؤامرة بأن هذا إشارة تلميح لل "النظام العالمي الجديد".

تتحدث نظرية المؤامرة هذه عن مجموعة من النخب العالمية والتي تسيطر وتتلاعب بالحكومات والصناعة والمنظمات الإعلامية في جميع أنحاء العالم. الأداة الأساسية التي يستخدمونها للهيمنة على الدول هي نظام المصرفية المركزية. قاموا بتمويل وفي بعض الحالات تسببوا في معظم الحروب الكبرى التي وقعت خلال المئتي سنة الماضية، وشن الهجمات المزيفة لإشعال النعرات ودفع الشعوب للالتفاف حول أهدافهم. وهم يوصلون حلفائهم إلى المناصب العليا ليحققوا أهدافهم. ويعتقد المؤمنون بنظريات مؤامرة العالم الجديد أن أهم رجالات النخبة هم نظام الاحتياطي الفدرالي، وأعضاء مجلس العلاقات الأجنبية واللجنة الثلاثية ومجموعة بلدربيرغ.
من أشهر مخططاتهم هي إنشاء قانون الاحتياط الفدرالي عام 1913، دعم الثورة البلشفية عام 1917، ودعم ظهور الحركة النازية في ألمانيا. وكانوا يخططون للحروب على أساس أنها تدر الأرباح الطائلة لهم. كما يعتقد الكثيرون أن مركزهم الرئيسي في الغرب يقع تحت مطار دنفر الدولي حيث بنوا مدينة ضخمة مخفية تحت الأرض.

## أعلام مزيفة
تسمى العمليات السرية بالأعلام المزيفة (بالإنجليزية: False flags)‏ وهي عمليات تقوم بها الحكومات المؤسسات والمنظمات بشكل سري يظهر وكأن من قام بها هي جهة أخرى. لقد تم التحقق من بعض هذه العمليات أما البعض الأخر ما زال يلفه الغموض. فمثلا، في عام 1933، تم اتهام الشيوعيين بحرق البرلمان الألماني مما استغله النازيون الألمان للقضاء على الشيوعيين. لكن، في عام 2001، أثبت 4 مؤرخون ألمان أن النازيين هم من قام بالعملية كجزء من خطة علم مزيفة. هناك البعض الذين ما زالوا يعارضون هذه النظرية.
من أشهر عمليات العلم المزيف:

### تفجيرات المباني الروسية عام 1999
تم اتهام الشيشانيون بالقيام بالعملية لكن نظرية المؤامرة تتهم المخابرات الروسية بالقيام بها مما أشعل حرب الشيشان الثانية.

### المعرفة المسبقة بهجوم بيرل هاربور
هناك فكرة أن المسؤولين الأميركيين كانوا يعلمون مسبقا بالهجوم الياباني على بيرل هاربور لكنهم غضوا النظر لإيجاد أسباب مقنعة للدخول في الحرب العالمية الثانية.

### رحلة بان أم 103
انفجرت طائرة فوق لوكيربي يوم 21 ديسمبر 1988. وتم اتهام ليبيا بالعملية بالتعاون مع الجبهة الشعبية لتحرير فلسطين. نظريات المؤامرة تعددت. منها من اتهم إيران بالعملية والتي أكدها منشق إيراني عام 1994.
، بينما اتهم ألان فرانكوفيش بعض عملاء وكالة الإستخبارات الأميركية بالعملية لتغطية عمليات تهريب مخدرات. في عام 1989 ظهرت نظرية جديدة تتهم سلطات جنوب أفريقيا العنصرية بالعملية للتخلص من مبعوث الأمم المتحدة إلى ناميبيا.

### تفجير مدينة أوكلاهوما
مجموعة متنوعة من نظريات المؤامرة حامت بشأن تفجير مدينة أوكلاهوما. بعضها رفض كل أو جزء من تقرير الرسمي للحكومة الأميركية، وبعضها الأخر تركز على إمكانية أن يكون هناك متأمرون أخرون لم يكشف عنهم، أو وجود متفجرات إضافية زرعت داخل المبنى. نظريات أخرى تزعم أن الموظفين والمسؤولين الحكوميين، بما في ذلك الرئيس الأمريكي بيل كلينتون، عرفوا عن قرب حدوث تفجيرات لكنهم أغفلوا عمدا التحرك بناء على تلك المعرفة. وقد فتحت تحقيقات الحكومة في أوقات مختلفة للنظر في هذه النظريات.

### أحداث 11/9

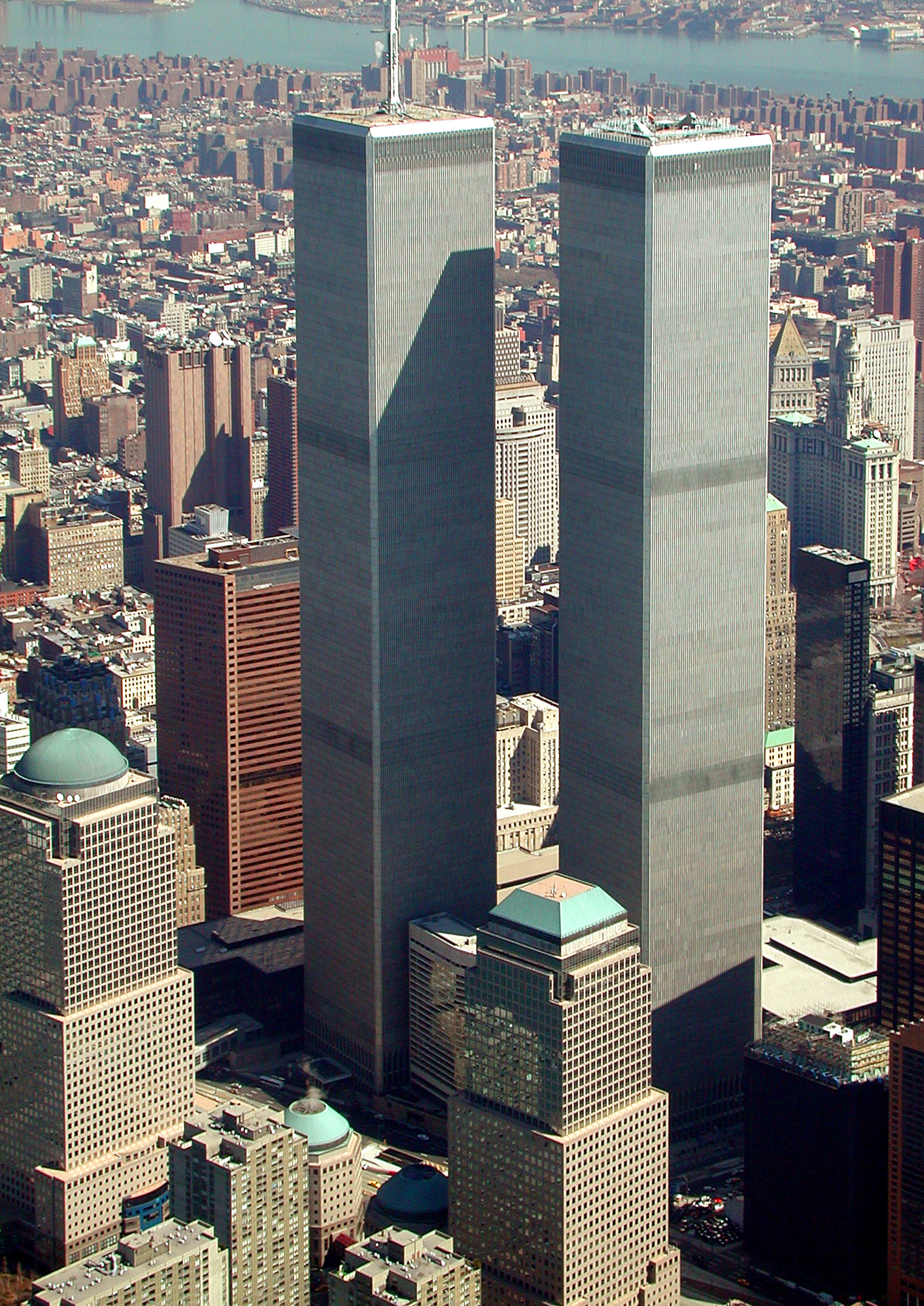
صورة لمبنيي التجارة العالميين قبل الهجمات ويمثل انهيار المبنيين بالإضافة إلى المبنى رقم 7 أحد أهم أدلة نظرية المؤامرة

نظريات مؤامرة 11 سبتمبر أو 9/11  هي مجموعة نظريات مؤامرة تحلل هجمات 11 سبتمبر التي وقعت عام 2001 في الولايات المتحدة الأمريكية أنها إما عمليات سُمِّح بحدوثها من قبل مسؤولين في الإدارة الأمريكية أو أنها عمليات منسقة من قبل عناصر لاصلة لها بالقاعدة بل أفراد في الحكومة الأمريكية أو بلد اخر.

### تفجيرات مدريد 2004
و تعرف أيضا بتفجيرات 11 مارس 2004 في محطة قطارات أتوشا رينفي في مدريد إسبانيا. يعرفها الأسبان ب (11-M). التحقيقات القضائية الإسبانية لاحقا أثبتت أن المنفذين لهذه التفجيرات كانوا من خلية استوحت فكرها من جماعة القاعدة الارهابية  رغم أن التحقيقات أثبتت أن لا ضلوع للقاعدة بشكل مباشر في الهجمات وكان الأمر (مجرد استيحاء) من تلك الجماعة. كماتكهنت بعض النظريات عن تورط إيتا أفراد من قوات الأمن والمخابرات الوطنية والأجنبية (المغرب) في التفجيرات.

### جريمة مدرسة ساندي هوك
أنصار هذه نظريات المؤامرة تشكك في ملابسات اطلاق آدم لانزا للنار أو أنه الجاني الوحيد وتستخدم التقارير الإعلامية المبكرة التي حصل فيها التناقضات حول هوية مطلق النار، والصور الخاطئة، موقع غير صحيح لعدد من الضحايا، ونوع الأسلحة المستخدمة وغيرها من المعلومات الخاطئة. واقترح آخرون فكرة أن مسؤولين حكوميين كانوا وراء إطلاق النار لأسباب سياسية، مماثلة لأهداف هجوم 9/11 وبخاصة لدفع قوانين أكثر صرامة لضبط حمل السلاح.

## الحروب
هناك العديد من نظريات المؤامرة التي تدور حول الحروب. وبالعادة، تلقى اللائمة على تجار الأسلحة الذين يهندسون الحروب بين الشعوب من أجل المصلحة المادية.
وهناك إتهامات بأن العديد من الحروب التي تعلن لأسباب وطنية أو إنسانية هي في الحقيقة من أجل السيطرة على موارد طبيعية لأسباب تجارية.

### الحرب الأمريكية الإسبانية
انفجار المدمرة ماين أتاح للولايات المتحدة باحتلال وضم بورتو ريكو، الفليبين وغوام مما جعل بعض معارضي الحرب بالدعوة أنها لأسباب استعمارية.

### حرب الفوكلاند
يفترض البعض أن أسباب هذه الحرب كانت سياسية وهييئة إليها الحكومة العسكرية التي كانت تواجه نقمة شعبية بسبب الحرب القذرة وذلك لتلهي الشعب عن فشل سيساستها.

### حروب الخليج
انتشرت نظريات عديدة أن الحروب التي شنتها الولايات المتحدة في العراق كانت لأسباب توسعات سياسية ووضع اليد على النفط والأرض.

## الإغتيالات

### اغتيال جون ف. كينيدي
من أشهر نظريات المؤامرة هي اغتيال الرئيس الأميريكي جون كينيدي عام 1963. والسبب الأساسي لهذه الأفكار استحالة قيام شخص واحد بالعملية كما نفذت. كما أنه هناك اعتقاد شعبي عارم بأن العملية مؤامرة ولم يقم بها أزوالد.

### إغتيالات أخرى
- روبرت لإ. كينيدي
- مارتن لوثر كينغ
- مالكوم إكس
- ملك الدنمارك إريك ف.
- توباك شاكور
- الشيخ مجيب الرحمن
- إسحق رابين
- ياسر عرفات
- مقتل الأميرة ديانا
- انتحار مارلين مونرو
- مقتل رفيق الحريري
- موت مايكل جاكسون
- مقتل جانيس جوبلن

## مؤامرات إثنية وعرقية ودينية

### نظريات معاداة السامية
منذ العصور الوسطى، ومعاداة السامية تعتبر من نظريات المؤامرة. في أوروبا القرطوسية كان من المعتقد المنتشر أن اليهود يقومون بتسميم الآبار، والمسؤولين عن صلب يسوع وشربوا دم الأولاد المسيحيين. ومنذ منتصف القرن التاسع عشر، انتشرت أفكار سعي اليهود والماسونيين للسيطرة على العالم، وهي نظرية مؤامرة مشابهة تتعلق بالماركسية الثقافية. قُدمت أدلة مزورة لنشر فكرة أن اليهود كانوا مسؤولين عن نشر الشيوعية، وأبرز مثال بروتوكولات حكماء صهيون في عام 1903، وأصبحت مثل هذه النظريات المؤامرة للسامية في قلب النظرة العالمية لأدولف هتلر. تستمر النظريات المعادية للسامية اليوم في المفاهيم المتعلقة بسيطرة اليهود على نظام المصارف، عن طريق عائلة روتشيلد وِارع البنوك في نيويورك وعلى نظام الاحتياطي الفدرالي وأنهم يسيطرون على هوليوود، كاليفورنيا وعالم وسائل الاتصالات للدعاية لأهدافهم، وهذه الأخيرة تتجلى في نشر الإباحية وإباحة العري وعبادة الجنس كمحاولة لخلق نظام جديد تابع للمسيح الدجال.
يعتبر إنكار الهولوكوست أيضاً نظرية مؤامرة معادية للسامية بسبب موقفها من أن الهولوكوست هي خدعة تهدف إلى تعزيز مصالح اليهود وتبرير إنشاء دولة إسرائيل. من بين أبرز منكري المحرقة الرئيس الإيراني السابق محمود أحمدي نجاد، والكيميائي المدان جيرمار رودولف، والمؤلف المشهور ديفيد ايرفينج.
أصبحت نظريات السحلية موضوعًا بارزًا في علم طب العيون ، موضوعًا مثيرًا للجدل لمفاهيمهم المعادية للسامية ، والتي وجدها البعض "مجازًا قديمًا جدًا له روابط مزعجة مع الأعمال العدائية المعادية للسامية والمناهضة للهجرة والتي تعود إلى القرن التاسع عشر. " اقترح مؤلف المؤامرة ديفيد إيكي العديد من الشخصيات السياسية اليهودية أن يكونوا من الزواحف المتحولين ويدعي أن" عائلة روتشيلد اليهودية جزء من سلالة من الزواحف البشرية التي تسيطر سراً على العالم " يزعم النقاد أن نظريات ديفيد إيكي معادية للسامية ، على الرغم من أنه ينفي العداء تجاه الشعب اليهودي. يشير المؤيدون من بين الجماعات اليمينية المتطرفة إلى أن العرق اليهودي قد يكون نشأ من الهندسة الوراثية لكائنات فضائية شريرة تشارك في صراع بين النجوم ضد الأنوناكي أو البلياديين.

### المؤامرة الأرمنية
نظريات المؤامرة التي تزعم أن الأرمن يتمتعون بالسلطة السياسية السرية منتشرة في أذربيجان، وقد روج لها الرئيس إلهام علييف.
زعم وزير الخارجية التركي مولود جاويش أوغلو أن الإعلام الروسي يديره الأرمن. ادعى الكاتب الأمريكي والمحامي المشطوب صمويل فايمس أن الإبادة الجماعية للأرمن كانت خدعة تهدف إلى الاحتيال على الدول المسيحية بمليارات الدولارات، وأن الكنيسة الأرمنية تحرض على شن هجمات إرهابية. اتهم المخرج دافود إيمانوف الأرمن بالتآمر ضد أذربيجان وادعى أن حركة كاراباخ كانت مؤامرة من قبل وكالة المخابرات المركزية لتدمير الاتحاد السوفيتي.
لفت الصحفي أرزو غيبولا الانتباه إلى الطريقة التي تستخدم بها مثل هذه النظريات لخنق المعارضة السياسية.

### البهائية
كانت الأقلية البهائية في إيران هدفاً لنظريات المؤامرة التي تزعم تورطها في قوى معادية. زعم مسؤولو الحكومة الإيرانية وآخرون أن البهائيين كانوا عملاء مختلفين للإمبريالية الروسية والاستعمار البريطاني والتوسعية الأمريكية والصهيونية. نُشر كتاب ملفق وغير دقيق تاريخياً في إيران بعنوان «مذكرات الكونت دولغوروكي»، ويفصل نظرية أن البهائيين يعتزمون تدمير الإسلام. ولقد رفضت مثل هذه الاتهامات المعادية للبهائيين لعدم وجود أساس واقعي لها.

### الكاثوليكية
كانت الكنيسة الكاثوليكية أو بعض الجماعات الكاثوليكية من اليسوعيين أو فرسان الهيكل أو أوبوس داي هدفاً لنظريات المؤامرة. وتهاجم بعض نظريات المؤامرة الكاثوليك بشكل عام كمجموعة متماسكة، مدعيين أن الكاثوليك كديمغرافيا دينية، وليس فقط الفاتيكان، يتآمرون بنشاط أو يؤثرون على الأحداث العالمية. تشمل نظريات المؤامرة المتطرفة الشائعة، والتي استمر الكثير منها على مدى قرون داخل الأوساط المعادية للكاثوليكية، نظريات تشير إلى أن الكاثوليك كمجموعة عامة، أو التسلسل الهرمي للكنيسة بشكل خاص، أو بعض الجماعات الكاثوليكية مثل اليسوعيين أو فرسان الهيكل أو أوبوس داي تشارك في طقوس سرية أو شريرة أو مجتمعات سرية. وتتضمن نظريات المؤامرة الأكثر علمانية أو سياسيَّة ولكن المتطرفة الاعتقاد بأن الفاتيكان أو اليسوعيين أو الجمعيات السرية الكاثوليكية تسعى إلى إنشاء دولة داخل دولة أو لديها استراتيجية للتوتر أو حكومة الظل أو تركيز ملكية وسائل الإعلام، أو أنها منظمات تشبه المتنورين تخلق نظامًا عالميًا جديدًا.
برز جنون الإرتياب المناهض للكاثوليك في العقل البروتستانتي منذ الإصلاح البروتستانتي. اتخذت نظريات المؤامرة العديد من الأشكال، بما في ذلك ادعاءات المؤامرة البابوية في القرن السابع عشر، وادعاءات أشخاص مثل وليام بلاكستون بأن الكاثوليك يشكلون تهديداً سرياً لبريطانيا، وكتابات عديدة من مؤلفين مثل صموئيل مورس، وريبيكا ريد، وأفرو مانهاتن جاك تشيك وألبرتو ريفيرا. غالبًا ما يزعم المنظرون أن البابا هو المسيح الدجال، أو يتهمون الكاثوليك بقمع الأدلة التي لا تتفق مع تعاليم الكنيسة والانخراط في طقوس الشر السرية والجرائم والمؤامرات الأخرى.
في عام 1853، نشر القس الإسكتلندي ألكسندر هيسلوب كتيب مناهض للكنيسة الكاثوليكية، والذي يدعي فيه أن الكنيسة الكاثوليكية هي سرًا استمرار ونقاب للوثنية البابلية، ونتاج مؤامرة عمرها آلاف السنين تأسست من الملك التوراتي نمرود والملكة الآشورية سميراميس. كما تدعي أن الأعياد الكاثوليكية الحديثة، بما في ذلك عيد الميلاد وعيد القيامة، هي في الواقع مهرجانات وثنية أنشأتها سميراميس وأن العادات المرتبطة بها هي طقوس وثنية. وقد رفض العلماء والأكاديميين المعاصرون بالإجماع حجج الكتاب باعتبارها خاطئة وتستند إلى فهم معيب للديانة البابلية، لكن الاختلافات فيها لا تزال مقبولة بين بعض مجموعات البروتستانت الإنجيليين المتطرفة. وكانت المجلة الشهرية برج المراقبة التابعة لشهود يهوه تنشر في كثير من الأحيان مقتطفات من ذلك الكتاب حتى عقد 1980. وظهرت أطروحة الكتاب أيضًا بشكل بارز في نظريات المؤامرة للجماعات العنصرية، مثل العهد والسيف وذراع الرب.
كانت المخاوف من الإستيلاء الكاثوليكي على الولايات المتحدة مستمرة بشكل خاص، مدفوعة بظواهر مثل الهجرة الكاثوليكية في القرن التاسع عشر، ودعاية كو كلوكس كلان المعادية للكاثوليكية. وأثرت هذه المخاوف بالمرشحين السياسيين الكاثوليك مثل آل سميث، وجون كينيدي.
توفي البابا يوحنا بولس الأول في سبتمبر من عام 1978، بعد شهر فقط من انتخابه للبابوية. توقيت وفاته وصعوبات الفاتيكان المزعومة في إجراءات الوفاة الاحتفالية والقانونية عززت العديد من نظريات المؤامرة.

### تنبؤات يوم القيامة
يعتقد العديدون عن قيام المسيح الدجال، أو ما يسمى عند المسيحيين بالوحش الذي سيأتي قبيل نهاية العالم ليوحد العالم ويسود في الأرض فسادا ويضطهد المسيحيين وحتى اليهود. منهم من يعتقد أن الكاثوليكية هي الوحش التي تستعمل الدين المفسد لتحقيق النبؤة. والبعض يعتقد أن المسيح الدجال أتى بأوجه مختلفة عبر التاريخ، مثل فريدريك الثاني وبطرس الأكبر والبابا يوحنا الثاني والعشرون وصلاح الدين ونابليون بونابرت وبينيتو موسوليني وهتلر وخافيير سولانا وباراك أوباما. ومنهم من يعتبر أن الأمم المتحدة هي المسيح الدجال التي تحاول إنشاء نظام العالم الجديد. أكثرية النظريات تعتبر الصراع سيكون بين إسرائيل، حيث يقع معبد التل وحدوث معركة أرمجدون، والعراق حيث تقع بابل. وأتباع هذه الأفكار يعتبرون صدام حسين الأعور الدجال لأنه قام بإعادة إحياء وبناء مدينة بابل.

### مؤامرة يسوع والكتاب المقدس
تفترض نظريات مؤامرة الكتاب المقدس أن أجزاء كبيرة من العهد الجديد خاطئة أو محذوفة. ويُقال إن مجموعات مختلفة حقيقية (مثل الفاتيكان) ومزيفة (مثل أخوية سيون) تقوم بقمع المعلومات ذات الصلة فيما يتعلق، على سبيل المثال، بتاريخ كفن تورينو.
نشطت هذه الآراء من نظرية المؤامرة من خلال كتاب مزيف بعنوان «الدم المقدس والكأس المقدسة» (عام 1982)، والذي ادعى أن يسوع ومريم المجدلية كانا عشيقين وأن ذريتهم وأحفادهم كانوا مختبئين سراً في أوروبا بعد وفاة يسوع، وادعى الرسام الفرنسي بيير بلانتارد أنه من سلالة ونسل يسوع. ولقد شهد الاهتمام في هذه الخدعة تجددًا بعد نشر رواية «شيفرة دا فينشي» للكاتب دان براون في عام 2003.

### الإسلام
«الحرب ضد الإسلام» هي نظرية مؤامرة في الخطاب الإسلامي تصف مؤامرة مزعومة لإلحاق الضرر بالنظام الاجتماعي داخل الإسلام أو القضاء عليه. يُزعم أن مرتكبي هذه المؤامرة «غير مسلمين» أو «مسلمين مزيفين»، يقومون بالتواطؤ مع الجهات الفاعلة السياسية في العالم الغربي. غالبًا ما تستخدم نظرية «الحرب ضد الإسلام» للإشارة إلى المشكلات والتغيرات الاجتماعية الحديثة، ولكن غالباً ما يُنظر إلى الحروب الصليبية كنقطة انطلاق.
منذ هجمات 11 سبتمبر، ظهرت العديد من نظريات المؤامرة المعادية للإسلام، والتي تتعلق بمجموعة متنوعة من المواضيع. يشير مصطلح «جهاد الحب» (Love Jihad) في الهند إلى نظرية المؤامرة المتعلقة بالذكور المسلمين الذين يُقال إنهم يستهدفون الفتيات غير المسلمات من أجل جعلهن يعتنقن الإسلام عن طريق التظاهر بالحب. أيضا، تزعم نظرية «عرابيا» (eurabia) وجود مؤامرة إسلامية ضخمة لأسلمة أوروبا (وغالباَ ما تبقى من العالم الغربي) من خلال الهجرة الجماعية وارتفاع معدلات المواليد. بالإضافة إلى ذلك، قبل وأثناء رئاسته، اتهم المعارضون الرئيس الأمريكي باراك أوباما بأنه مسلم سراً.

### العنصرية
في الولايات المتحدة، ترى نظرية مؤامرة الإبادة الجماعية السوداء وجهة نظر مفادها أن الأميركيين الأفارقة هم ضحايا الإبادة الجماعية التي فرضها الأمريكيون البيض. وقد وصف مؤتمر الحقوق المدنية رسميًا عمليات الإعدام من دون محاكمة والتمييز العنصري بأنها إبادة جماعية في عام 1951. وتحدث مالكوم إكس أيضاً عن «الإبادة الجماعية السوداء» في أوائل عقد 1960. ووصف التمويل العام لحبوب منع الحمل المركبة أيضاً بأنها «إبادة جماعية سوداء» في مؤتمر القوة السوداء الأول، في عام 1967. في عام 1970، بعد تشريع الإجهاض على نطاق واسع، صور بعض المتشددين السود الإجهاض كجزء من المؤامرة.
في بعض المدن الأمريكية التي تحكمها أغلبية من الأميركيين من أصول إفريقية، مثل واشنطن العاصمة، هناك نظرية مؤامرة مستمرة تنص على أن الأميركيين البيض يخططون للسيطرة على تلك المدن.
نظرية مؤامرة الإبادة الجماعية البيضاء هي فكرة قومية بيضاء مفادها أن الهجرة والإندماج وانخفاض معدلات الخصوبة والإجهاض يجري الترويج لها في البلدان ذات الغالبية البيضاء من أجل تحويل الأشخاص البيض إلى أقلية أو التسبب في انقراضهم. على سبيل المثال، وجدت دراسة أجريت عام 2017 في فرنسا من قبل المعهد الفرنسي للرأي العام، وجدت أنّ 48% من المشاركين يعتقدون دون دليل على أن النخب السياسية والإعلامية تتآمر لإستبدال البيض بالمهاجرين.
يصر بعض أتباع راستافارية على أن الأبوية العنصرية البيضاء («بابل») تسيطر على العالم من أجل قمع السود. ويعتقدون أن الإمبراطور هيلا سيلاسي من إثيوبيا لم يمت في عام 1975، وأن وسائل الإعلام المزعومة عنصرية نشرت تقارير كاذبة عن وفاته من أجل سحق حركة راستافارية.